# Penck Ledge
Penck Ledge är en bergstopp i Antarktis. Den ligger i Östantarktis. Norge gör anspråk på området. Toppen på Penck Ledge är 2 200 meter över havet, eller 47 meter över den omgivande terrängen. Bredden vid basen är 2,4 km.
Terrängen runt Penck Ledge är platt åt nordväst, men åt sydost är den kuperad. Trakten är glest befolkad. Närmaste befolkade plats är Borga forskningsstation, 19,2 kilometer nordost om Penck Ledge.